# Билльрода
Билльрода (нем. Billroda) — община в Германии, в земле Саксония-Анхальт. 
Входит в состав района Бургенланд. Подчиняется управлению Ан дер Финне.  Население составляет 516 человек (на 31 декабря 2006 года). Занимает площадь 8,98 км².